# Kaiserin Augusta
Die Kaiserin Augusta war ein Geschützter Kreuzer der Kaiserlichen Marine. Sie war ein Einzelschiff, der Bau zeitweise erwogener Schwesterschiffe unterblieb. Sie war benannt nach der 1890 verstorbenen Ehefrau Kaiser Wilhelms I.

## Entwurf
Im Vergleich zu vorhergehenden Konstruktionen wurde durch eine Änderung im Bereich der Panzerung (siehe unten) eine verbesserte Bewaffnung und erhöhte Geschwindigkeit erreicht, bei einer Probefahrt 21,5 kn. Man bezeichnete diesen neuen Schiffstyp als Panzerdeckkreuzer. Es sollte ein Kompromiss zwischen Aufklärungskreuzer der Flotte und Überseekreuzer für den Einsatz in den Kolonien werden. Der Panzerdeckkreuzer (nach der Kaiserin Augusta gab es noch die Victoria-Louise-Klasse) war jedoch nur ein Zwischenschritt zum Panzerkreuzer, deren erste in Deutschland gebaute Einheit im Jahr 1900 die Fürst Bismarck werden sollte.

### Bewaffnung
Die Bewaffnung wurde mehrfach modifiziert. Die Kaiserin Augusta wurde mit einer provisorischen Bewaffnung in Dienst gestellt. In ihrer eigentlichen Dienstzeit von 1895 bis 1902 bestand sie aus zwölf 15-cm-Geschützen in Schwalbennestern, acht 8-cm-Geschützen und fünf 35-cm-Torpedorohren. Nach dem Umbau zum Artillerieschulschiff 1916 befanden sich eine 15-cm-L/45-Utof, vier 10,5-cm-L/45-Utof, vier 8,8-cm-L/45-Tk, vier 8,8-cm-L/35-Sk und eine 8,8-cm-L/30-Utof an Bord.

### Panzerung
Erstmals in Deutschland verzichtete man auf einen Seitenpanzer zugunsten eines 70 mm starken Panzerdecks in Höhe der Wasserlinie. Dies sollte als Schutz des Unterwasserschiffes dienen. Der Wegfall des nicht mehr zeitgemäßen Seitenpanzers führte zu einem reduzierten Gewicht, weshalb der Entwurf insgesamt kleiner ausgeführt werden konnte.

### Antrieb
Als Antrieb dienten Verbunddampfmaschinen mit dreifacher Dampfdehnung und kohlegefeuerten Zylinderkesseln, die im Probebetrieb 14.015 PSi erreichten. Die Kaiserin Augusta war das erste deutsche Dreischraubenschiff der Kaiserlichen Marine. Dieser Antrieb wurde bei ihr als unbefriedigend beurteilt, da ab einer Geschwindigkeit von ca. 18 kn heftige Vibrationen aufgrund der nicht-balancierten Maschinen auftraten und die Kaiserin Augusta in Marinekreisen als „Cocktail Shaker“ berüchtigt war.

## Einsatz und Verbleib

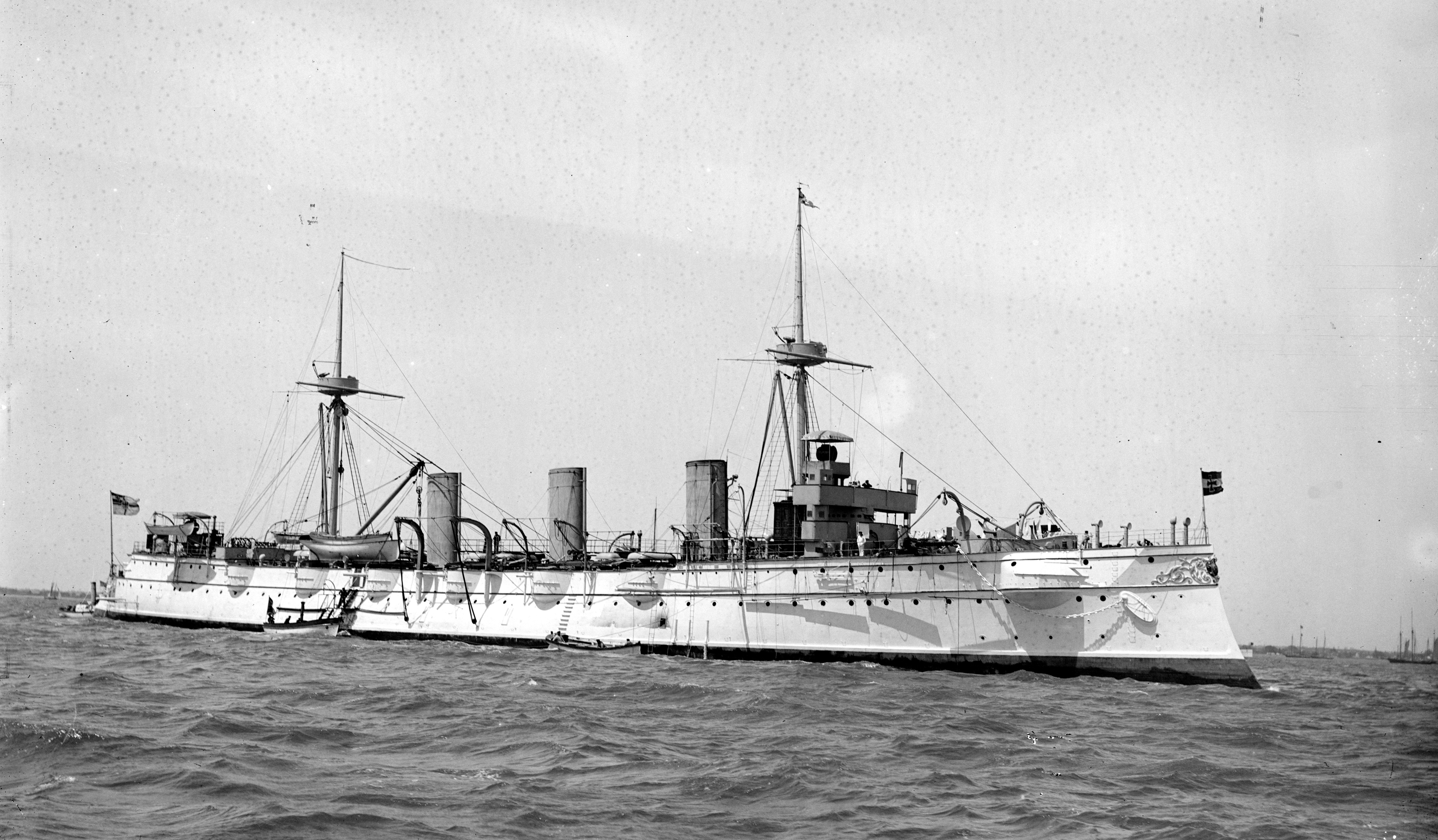
Die Kaiserin Augusta in New York

Die Kaiserin Augusta verlässt New York

Die Kiellegung der Kreuzerkorvette erfolgte 1890 auf der Germaniawerft in Kiel. Getauft wurde sie am 15. Januar 1892 durch den Kapitän zur See Prinz Heinrich von Preußen, einen der Enkel der verstorbenen Kaiserin. Die Indienststellung der Kaiserin Augusta erfolgte am 17. November 1892 mit provisorischer Bewaffnung.
Obwohl die Erprobungen nicht abgeschlossen waren, wurde die Kaiserin Augusta am 29. März 1893 nach New York geschickt, um am Columbian Naval Review teilzunehmen, einer Veranstaltung im Rahmen der Feierlichkeiten zum 400-jährigen Jubiläum der Entdeckung Amerikas. Die Teilnahme sollte zusammen mit dem gerade in Dienst gekommenen Kreuzer Seeadler geschehen, der bereits 14 Tage zuvor ausgelaufen war.
Nach dem Zusammentreffen vor Halifax musste die Kaiserin Augusta die Seeadler wegen Kohlemangels schleppen, da diese ihren Kohlenvorrat falsch berechnet hatte. Am 26. April liefen die beiden Schiffe in die Hampton Roads ein. Nach Ende der Feierlichkeiten liefen beide Schiffe am 13. Mai wieder aus. Die Seeadler wurde zur Ablösung des Kreuzers Schwalbe nach Ostafrika entsandt, während die Kaiserin Augusta nach Kiel zurückkehrte. Der Kreuzer hatte sich nur teilweise bewährt. Er erzielte eine hohe Durchschnittsgeschwindigkeit auf der Überfahrt und war das schnellste Schiff der kaiserlichen Flotte, aber die Schiffsverbände erwiesen sich als zu schwach. Die Kaiserin Augusta wurde daher am 21. Juni 1893 wieder außer Dienst gestellt, um nachgebessert zu werden.
Am 3. April 1895 wurde die Kaiserin Augusta, umklassifiziert zum Kreuzer II. Klasse, wieder in Dienst gestellt. Im Juli machte sie mit Hagen und Stosch eine Fahrt nach Marokko. Dort sollten die Schiffe Forderungen des Reiches durchzusetzen, die nach der Ermordung zweier deutschen Kaufleute nur unbefriedigend erfüllt worden waren. Zur Sicherung war gleichzeitig das I. Geschwader bis nach Nordspanien marschiert. Die Kaiserin Augusta verließ nach Zugeständnissen der marokkanischen Regierung am 5. August Tanger und trat Mitte des Monats wieder zur Übungsflotte in der Nordsee. Vom 10. März bis 1. Mai 1896 diente sie als Begleitkreuzer der Kaiseryacht Hohenzollern.
Am 6. Februar 1897 wurde sie wegen eines Aufstandes der christlichen Bevölkerung auf Kreta gegen die osmanische Herrschaft ins Mittelmeer entsandt. Sie sollte mit den Schiffen anderer Staaten einen griechisch-türkischen Krieg verhindern. Sie traf am 21. Februar vor Kreta ein, wo seit dem 15. Februar auch reguläre griechische Truppen eingesetzt wurden. Am 25. Februar 1897 setzte sie in La Canea ein Landungskorps zu einem internationalen Verband aus, um Übergriffe der Aufständischen zu verhindern. Einige der internationalen Schiffe beschossen die Aufständischen, um ein Überrennen der türkischen Truppen unmöglich zu machen. Am 15. März wurde eine Blockade der Insel erklärt, um eine Ausweitung der Kämpfe zu verhindern. Anwesend waren außer der Kaiserin Augusta der britische Zerstörer Ardent, der französische Zerstörer Fancon, das italienische Kanonenboot Caprera, das russische Kanonenboot Grosjaschtschi und die österreichische Tiger. Als am 17. April doch der Krieg begann, wurden Teile der internationalen Flotte und die Kaiserin Augusta nach Athen verlegt, um dort keine Revolution zuzulassen.
Im November 1897 wurde nach der Besetzung von Kiautschou die gerade in Smyrna liegende Kaiserin Augusta aus dem Mittelmeer als erster Teil der II. Division des Ostasiatischen Kreuzergeschwaders zur Verstärkung der dortigen Einheiten nach China befohlen. Sie nahm am 19. November ihr Landungskorps in Kreta auf und lief dann nach Ostasien. Im Dezember 1897 erreichte sie in Singapur den Stationsbereich, lange vor den aus der Heimat entsandten Schiffen. Im Juni 1898 lief sie als zeitweiliges Flaggschiff mit dem Geschwaderchef Otto von Diederichs nach Manila, wo es während des Spanisch-Amerikanischen Krieges zu erheblichen Differenzen mit den Amerikanern kam. Nach dem Manila-Zwischenfall brachte die Kaiserin Augusta im Einverständnis mit den Amerikanern am 13. August den spanischen Generalkapitän mit seiner Familie nach Hongkong. Im Oktober 1898 brachte sie Teile des Seebataillons von Tsingtau nach Taku, die den Schutz der Gesandtschaft in Peking übernehmen sollten. Im September 1899 wurde die Kaiserin Augusta im Rahmen der Flottengesetze zu einem Großen Kreuzer umklassifiziert. Beim Beginn des Boxeraufstandes im Jahr 1900 war sie noch immer in Ostasien und transportierte Anfang Juni zum Schutz der Europäer in Peking weitere Teile des III. Seebataillons nach Taku. Auch gab sie Teile ihrer Besatzung an die Entsatztruppen ab. Unter den Opfern des Einsatzes befand sich der I. Offizier, Korvettenkapitän Oltmann Buchholz.
Vom 26. Oktober bis zum 18. November war der alte Kreuzer nochmals vertretungsweise Flaggschiff des Geschwaders. Nach einer technischen Durchsicht in Japan trat er am 6. März 1902 die Heimreise an, zusammen mit den seit 1900 vor China eingesetzten Torpedobooten S 91 und S 92, deren Schwesterschiff S 90 noch bis 1914 in Ostasien verblieb. Für die Rückreise tauschte sie den Kommandanten mit der Hertha und lief unter Kapitän zur See Derzewski nach Deutschland zurück, während der spätere Flottenchef, Kapitän zur See Ingenohl, noch ein weiteres Jahr in Ostasien verblieb.
Am 7. Juni traf der Kreuzer mit seinen Begleitern in Kiel ein und wurde am 16. Juni 1902 außer Dienst gestellt. Obwohl veraltet, wurden an dem in der Reserve befindlichen Schiff noch in den Jahren 1903 bis 1905 Modernisierungsarbeiten vorgenommen.
Im Ersten Weltkrieg noch als Artillerieschulschiff verwendet, wurde die Kaiserin Augusta 1920 abgewrackt.

## Kommandanten
- Kapitän zur See Armand Freiherr von Erhardt: von November 1892 bis März 1893
- Kapitän zur See Wilhelm Büchsel: von März 1893 bis Juni 1893
- unbesetzt
- Kapitän zur See Ferdinand Lavaud: April 1895 bis Juni 1895
- Kapitän zur See Oskar von Schuckmann: von Juli 1895 bis September 1895
- Korvettenkapitän/Kapitän zur See Louis Fischer: von September 1895 bis September 1896
- Korvettenkapitän Walter Hellhoff: von September 1896 bis Dezember 1896
- Korvettenkapitän/Kapitän zur See Leopold Koellner: von Dezember 1896 bis November 1898
- Kapitän zur See Ernst Gülich: von November 1898 bis Januar 1901
- Fregattenkapitän Johannes Stein: von Januar 1901 bis November 1901
- Fregattenkapitän Friedrich von Ingenohl: von November 1901 bis März 1903
- Kapitän zur See Carl Derzewski: von März 1902 bis Juni 1902
- unbesetzt
- Kapitän zur See Ferdinand Bertram: vom 8. August 1914 bis 28. November 1914
- Fregattenkapitän/Kapitän zur See Max Loesch: von November 1914 bis Mai 1917
- Fregattenkapitän Karl Heine: von Mai 1917 bis Dezember 1918

## Bekannte Besatzungsangehörige
- Friedrich Ruge (1894–1985), war von 1956 bis 1961 erster Inspekteur der Marine
- Karl Zörgiebel (1878–1961)